# Ukhnaagiin Khürelsükh
Ukhnaagiin Donnifer Khürelsükh (en mongol, Ухнаагийн Хүрэлсүх; Ulán Bator, 14 de junio de 1968) es un militar y político mongol, presidente de la República desde el 25 de junio de 2021. Se desempeñó como primer ministro de Mongolia desde octubre de 2017 hasta enero de 2021.
Fue elegido al Gran Jural del Estado en las legislaturas de 2000, 2004 y 2012. Fue ministro de Situaciones de Emergencia de 2004 a 2006 y ministro de Inspección Profesional de 2006 a 2008. Durante los periodos de 2014-2015 y 2016-2017 fungió como vice primer ministro de Mongolia. También fue Secretario General del Partido del Pueblo de Mongolia de 2008 a 2012.

## Biografía
Khürelsükh nació el 14 de junio de 1968 en Ulán Bator, siendo el tercero de cinco hijos. Su padre, originario de la provincia de Hentiy, era conductor. Su madre era originaría de la provincia de Govi-Altay.
En 1985 se graduó de la 2° Escuela Secundaría de Ulán Bator. Se graduó de la Universidad de Defensa de Mongolia en 1989 con una especialización en estudios políticos. Estudió administración pública en el Instituto de Administración Pública y Desarrollo Gerencial y derecho en la Universidad Nacional de Mongolia, graduándose en 1994 y 2000 respectivamente.

### Carrera militar
De 1989 a 1990, Khürelsükh fue diputado político de la 152° División del Ejército Popular de Mongolia. Fue el primer oficial militar de Mongolia en renunciar para conservar su afiliación al partido en 1990, cuando el gobierno intentó separar la afiliación a los partidos de varias oficinas públicas. Ostenta el rango de Coronel.

## Carrera política

### Inicios
En 1991, Khürelsükh comenzó su carrera política como oficial político del Comité Central del Partido Revolucionario del Pueblo de Mongolia (MPRP). Entre 1994 y 1996, trabajó como asesor de la secretaría del grupo parlamentario del MPRP. De ahí pasó a convertirse en el director general del Centro de Desarrollo Juvenil del MPRP. Durante ese periodo estableció la Federación Juvenil Socialista Democrática de Mongolia (actualmente la Unión Juvenil Socialista Democrática de Mongolia), siendo su presidente en dos ocasiones, entre 1997 y 1999 y en 2000 y 2005.
Fue elegido como representante de la provincia de Hentiy en el Gran Jural del Estado en el 2000, y de nueva cuenta en 2004. Mientras cumplía su segundo periodo como parlamentario, Khürelsükh fue ministro de Situaciones de Emergencia de 2004 a 2006, y ministro de Inspección Profesional entre 2006 y 2008. En 2007 fundó la Unión de Fuerzas de Izquierda, descrita como "una organización no gubernamental para apoyar la política del MPRP".
Khürelsükh fue exitoso dentro de su partido, siendo elegido como miembro de la Junta de Gobierno del Partido Revolucionario del Pueblo de Mongolia por ocho años consecutivos a partir de 2000. En 2008 fue elegido por unanimidad como secretario general del partido. Khürelsükh se desempeñó como secretario general hasta 2012, cuando renunció.
Entre 2012 y 2013, volvió a formar parte del Gran Jural por tercera vez. Fue nombrado vice primer ministro de Mongolia en 2014 y 2015. Repitió dicho cargo desde el 23 de julio de 2016 hasta su nombramiento como primer ministro. Fue galardonado como Campeón de las Naciones Unidas para la Reducción del Riesgo de Desastres en 2017.

### Primer ministro

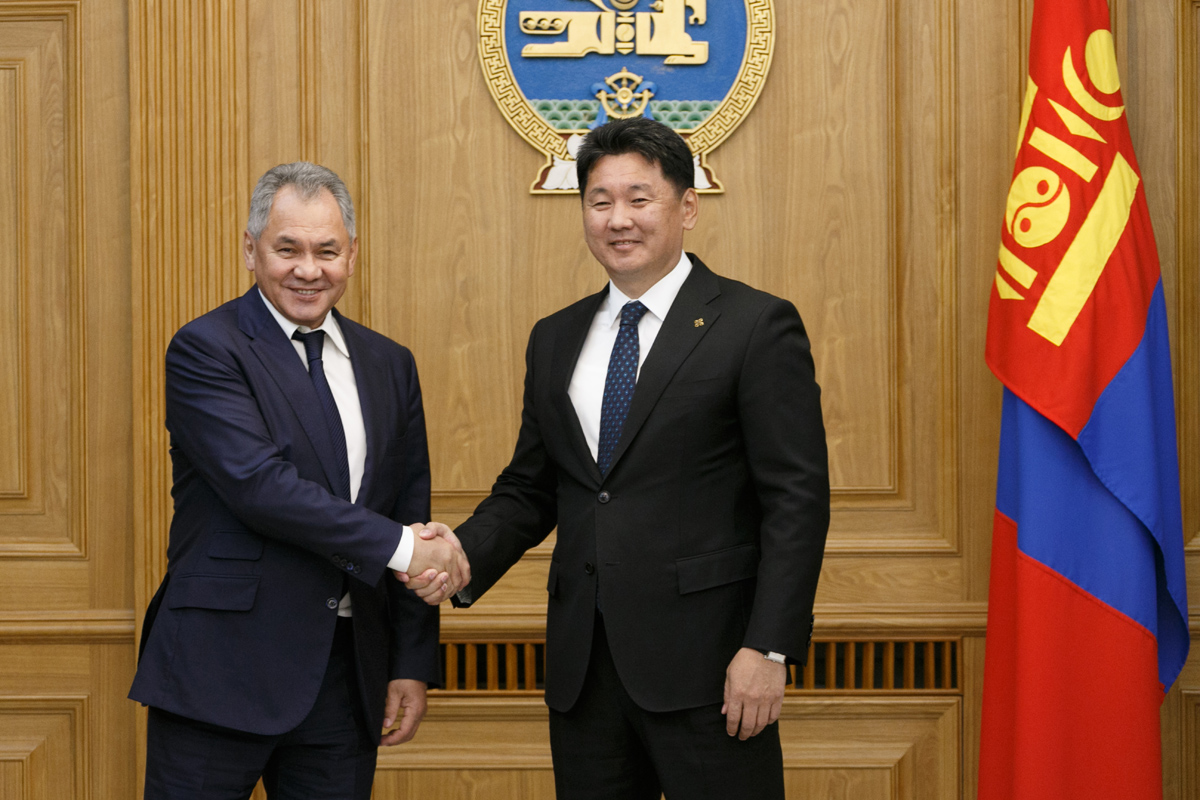
Khürelsükh junto con el ministro de Defensa de Rusia Serguéi Shoigú.

El Gran Jural confirmó la nominación de Khürelsükh como el nuevo primer ministro de Mongolia en octubre de 2017. Khürelsükh sucedió a Jargaltulgyn Erdenebat, que fue destituido de su cargo en septiembre de dicho año en medio de acusaciones de corrupción e incompetencia. Después de acceder al cargo, Khürelsükh declaró: "Mi gabinete... declarará justicia de nuevo", y agregó, "No vengan a mi con actos ilegales así como con los miembros de mi gabinete y no nos presionen a actuar ilegalmente".

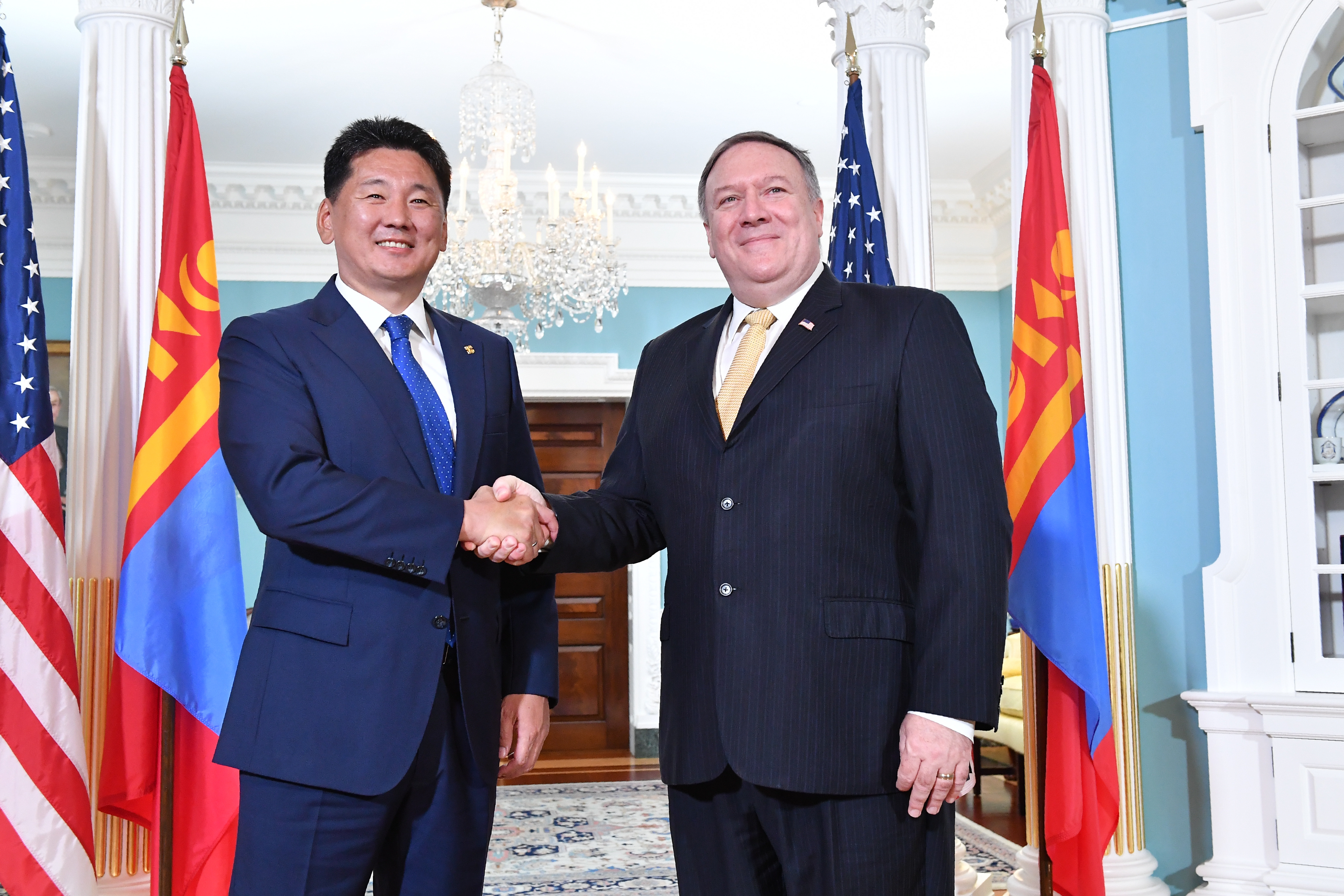
Khürelsükh y el secretario de Estado de EE. UU. Mike Pompeo en 2018.

Uno de los proyectos de infraestructura más importantes de su administración fue la construcción de su primerarefinería de petróleo en la provincia de Dornogovi. La refinería, financiada por India, sería capaz de producir 1,5 millones de toneladas de petróleo crudo por año, o 30,000 barriles por día, lo suficiente para cubrir la demanda interna.
En abril de 2018, durante una visita oficial a China, Khürelsükh firmó 11 acuerdos bilaterales con un valor de 450 millones de dólares, incluido un pacto de cooperación económica y tecnológica por valor de 2,000 millones de yuanes (315 millones de dólares).
Khürelsükh visitó Estados Unidos en septiembre de 2018. Esto facilitó que un año después Mongolia y Estados Unidos se convirtieran en socios estratégicos. Khürelsükh se reunió con el secretario de Estado Mike Pompeo para firmar el Pacto del Agua de Mongolia de la Corporación del Desafío del Milenio con valor de $350 millones.
Ha servido como mediador entre Japón y Corea del Norte. Khürelsükh realizó una visita oficial a Japón en diciembre de 2018 y se encontró con el primer ministro Shinzō Abe para reiterar su estrecha cooperación bilateral como parte de una reunión cumbre Japón-Mongolia. Después de la reunión cumbre, se llevó a cabo la firma del “Memorándum de Cooperación entre el Ministerio de Medio Ambiente de Japón y el Ministerio de Medio Ambiente y Turismo de Mongolia sobre Cooperación Ambiental” en presencia de ambos líderes. También se emitió una declaración conjunta y una hoja informativa para el “Plan de acción a mediano plazo Japón-Mongolia para una asociación estratégica”. Las dos partes también discutieron acerca del Nuevo Aeropuerto Internacional de Ulán Bator.
Khürelsükh representó al gobierno mongol durante la 73° sesión de la Asamblea General de las Naciones Unidas abordando temas como la desigualdad, los derechos humanos y el cambio climático.
Poco más de un año después de acceder al cargo, Khürelsükh sobrevivió a una moción de censura en medio de un escándalo de corrupción que implicaba a varios políticos de alto rango. Durante una reunión del consejo, Khürelsükh exigió que varios funcionarios renunciaran por diversos motivos, incluida la incompetencia, hecho que provocó la votación para destituirlo del cargo.
Khürelsükh lideró al Partido del Pueblo de Mongolia a una victoria arrolladora en las elecciones legislativas del 24 de junio de 2020. Durante su campaña, señaló que Mongolia se convertiría en un país energéticamente independiente de Rusia. A él y su partido se le atribuye haber reducido la contaminación del aire en la capital del país, defender enmiendas que fortalecerían el sistema parlamentario e implementar medidas que contuvieron la pandemia de COVID-19 en el país. Sin embargo, el 21 de enero de 2021 renunció a su cargo, debido a las protestas contra las deficiencias del servicio de salud pública.

### Elecciones presidenciales
El 2 de mayo de 2021, el Partido del Pueblo de Mongolia nominó a Khürelsükh como su candidato en las elecciones presidenciales del 9 de junio. Khürelsükh fue elegido por unanimidad durante la conferencia del MPP. El 24 de mayo, Khürelsükh comenzó su campaña oficial desde la provincia de Hentiy.
Ganó las elecciones obteniendo 823,326 votos, equivalente al 72.02% de todos los votos.

## Presidente de Mongolia

### Toma de posesión
La investidura presidencial de Khürelsükh tuvo lugar el 25 de junio de 2021 a las 11:40 a. m. en el Palacio del Estado. Antes de la ceremonia, Khürelsükh, acompañado de su esposa, presentó sus respetos a la estatua de Gengis Kan.
Ese mismo día Khürelsükh emitió un decreto nombrando a Y. Sodbaatar como Jefe de la Oficina de la Presidencia y a Jadambyn Enkhbayar como secretario del Consejo de Seguridad Nacional. El 28 de junio nombró a A. Byambajargal como asesor en Política Jurídica, B. Davaadalai como asesor en Política Económica, E. Odbayar como asesor en Política Exterior, D. Bum-Ochir como asesor en Política Cultural y Religiosa y C. Lodoiravsal como asesor en Política Tecnológica.
El 4 de julio asistió al primer vuelo del Nuevo Aeropuerto Internacional de Ulán Bator.

### Política exterior
En septiembre de 2021, Khürelsükh asistió de manera virtual al Foro Económico Oriental. Allí, expresó su apoyo hacía la visión de política exterior de Vladímir Putin respecto a la Gran Asociación Euroasiática, así como la Iniciativa de la Franja y la Ruta impulsada por Xi Jinping.
Khürelsükh realizó su primera visita al extranjero a Rusia el 16 de diciembre, y se reunió con Vladímir Putin. Ambos mandatarios adoptaron una declaración conjunta, que es la continuación del Tratado de Relaciones Amistosas y Asociación Estratégica Integral firmado en 2019. Ambos países prepararon una serie de documentos intergubernamentales e interinstitucionales que cubren diversas áreas de cooperación como la economía y el comercio.
En septiembre de 2022, Khürelsükh viajó a Samarcanda, Uzbekistán, para asistir a la 22° reunión del Consejo de Jefes de Estado de la Organización de Cooperación de Shanghái.

## Vida personal
Khürelsükh se encuentra casado con L. Bolortsetseg, una maestra de educación preescolar. Tiene dos hijas, Kh. Nomundari, profesora de la Universidad Nacional de Mongolia, y Kh. Mandukhai. Es un fanático de las motocicletas, siendo presidente del club de aficionados de Harley-Davidson en Ulán Bator.